# Phyllodonta muscilinea
Phyllodonta muscilinea är en fjärilsart som beskrevs av Paul Dognin 1911. Phyllodonta muscilinea ingår i släktet Phyllodonta och familjen mätare. Inga underarter finns listade i Catalogue of Life.